# Sam Assadi
Sam Assadi (...) è un giocatore di football americano tedesco che gioca come kicker per i Cologne Crocodiles.